# Quarta onda do feminismo

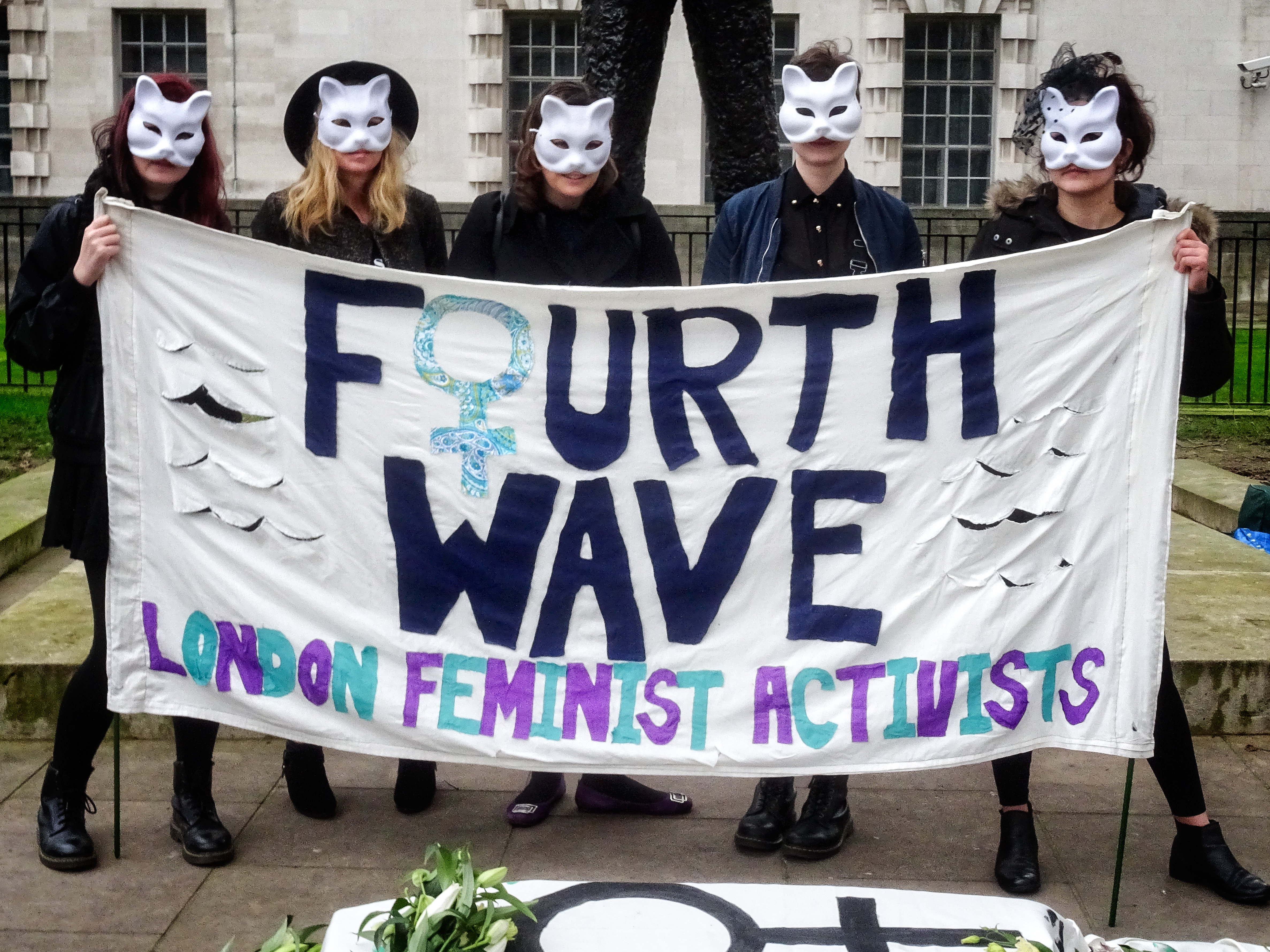
Dia Internacional da Mulher, Londres, 2017

A expressão quarta onda do feminismo refere-se ao ressurgimento do interesse no feminismo iniciado por volta de 2012 e associado ao uso das redes sociais. Segundo a pesquisadora Prudence Chamberlain, o foco da quarta onda é a busca pela justiça para as mulheres e a oposição ao assédio sexual e à violência contra a mulher. Sua essência, ela escreve, é “a incredulidade quanto ao fato de certas atitudes continuarem existindo”.
A quarta onda do feminismo é “definida pela tecnologia”, de acordo com Kira Cochrane, e é caracterizada pelo uso do Facebook, Twitter, Instagram, YouTube e Tumblr e de blogs como o Feministing para contestar a misoginia e outros exemplos de desigualdade de gênero.
Os temas tidos/que estão sobre a atenção das feministas da quarta onda incluem o assédio nas vias públicas e no ambiente de trabalho, a violência sexual nos campos universitários e a cultura do estupro. Escândalos envolvendo o assédio, o abuso e o assassinato de mulheres e meninas estimularam o movimento. Dentre eles incluem-se o caso de estupro coletivo em Délhi em 2012, as acusações contra Bill Cosby e Jimmy Savile, o massacre de Isla Vista em 2014, o julgamento de Jian Ghomeshi em 2016, as acusações contra Harvey Weinstein em 2017 e o subsequente efeito Weinstein.
Exemplos de campanhas ligadas à quarta onda do feminismo incluem os projetos Everyday Sexism e No More Page 3, no Reino Unido, o Stop Bild Sexism, na Alemanha, a Mattress Performance (Carry That Weight) que aconteceu no campus da Universidade Columbia, o vídeo viral 10 Hours Walking in NYC as a Woman, a hashtag #YesAllWomen, a campanha Free the Nipple, as edições de 2017 e 2018 da Marcha das Mulheres e o movimento #MeToo. Em dezembro de 2017, a revista Time deu a diversas ativistas proeminentes do movimento #MeToo o título de Pessoa do Ano, chamando-as de “quebradoras do silêncio”.

## História
A jornalista Pythia Peay defendeu a existência de uma quarta onda já em 2005, que enfocava a justiça social e os direitos civis, e em 2011 a ativista da terceira onda Jennifer Baumgardner definiu o ano de 2008 como o início da quarta onda. O Twitter, a rede social mais popular entre as pessoas com idades entre 18 e 29 anos, foi criado em 2006, tornando o feminismo mais acessível e dando início ao chamado “feminismo hashtag”. Em 2013 Kate Cochrane afirmou que muitas das lideranças da quarta onda eram adolescentes ou tinham 20 e poucos anos.
Por volta de 2013 já parecia óbvio que uma nova onda de protestos feministas estava acontecendo. Quando a senadora americana pelo estado do Texas Wendy Davis obstruiu os trabalhos legislativos por 13 horas para impedir a aprovação de um projeto de lei anti-aborto, diversas mulheres demonstraram seu apoio se reunindo no entorno do Capitólio estadual do Texas, e aquelas que não puderam estar fisicamente presentes usaram a hashtag #StandWithWendy. De modo similar, as mulheres protestaram contra as perguntas sexistas endereçadas às mulheres do meio artístico através da hashtag #askhermore.

## Ideias
Cochrane cita como temas principais enfocados pela quarta onda o assédio sexual (incluindo o assédio nas vias públicas), a discriminação no ambiente do trabalho, a gordofobia, as representações machistas na mídia, a misoginia online, a violência nos transportes públicos, a interseccionalidade e o uso das redes sociais para fins de comunicação e de petições online para fins de organização.

Dentre os livros associados à nova onda estão Os Homens Explicam Tudo para Mim (2014), de Rebecca Solnit (que deu origem ao termo mansplaining); The Vagenda (2014), de Rhiannon Lucy Cosslett e Holly Baxter (baseado na revista online feminista The Vagenda, lançada em 2012); Sex Object: A Memoir (2016), de Jessica Valenti; e Everyday Sexism (2016), de Laura Bates (baseado no projeto Everyday Sexism, também de autoria de Bates). O livro de Cosslett e Baxter tem como objetivo questionar os estereótipos de feminilidade promovidos pela mídia feminina tradicional. Bates, escritora feminista britânica, criou o projeto Everyday Sexism em 16 de abril de 2012, na forma de um fórum online onde mulheres podiam compartilhar suas experiências com o assédio cotidiano.

## Críticas
Uma crítica frequente à quarta onda do feminismo é quanto a sua dependência da tecnologia. Conforme argumentou Ragna Rök Jóns na Revista Bluestockings em 2013, “o principal problema com que esta ‘Quarta Onda’ precisará lidar é o acesso e a propriedade desproporcionais de dispositivos digitais”. A quarta onda carrega consigo a “discriminação de classe e o capacitismo inerentes” que surgem quando as vozes mais importantes são as daqueles que podem usar e pagar pela tecnologia.
Também se argumenta que quando o ativismo se dá principalmente através do Twitter as pessoas podem acabar não sentindo necessidade de fazer mais nada para ajudar. Em um artigo para o site Newuniversity.org, Alex Guardado argumenta que depois de fazer sua parte as pessoas “seguem normalmente o curso de seu dia, favoritando ou compartilhando outros posts”. É possível considerar-se um ativista sem participar de um único protesto ou levar sua mensagem para além do espaço compartilhado no Twitter.
Em 2014, Jennifer Simpkins argumentou no Huffington Post que a quarta onda do feminismo criou uma atmosfera hostil, semelhante àquela mostrada no filme Meninas Malvadas, na qual as mulheres estão mais propensas a atacar umas às outras. “A verdade é que nunca fui diminuída ou atacada por um homem porque eu acreditava na causa feminista”, ela afirmou, “mas as mulheres parecem sempre prontas para golpear a pinhata esfarrapada que são os meus gostos e opiniões pessoais.”